# Wrap Your Arms Around Me
Wrap Your Arms Around Me es el sexto álbum de estudio de la cantante sueca Agnetha Fältskog, exintegrante del grupo ABBA, grabado en 1983 para la empresa discográfica, también sueca, Polar Music AB. Este fue su primer álbum en solitario enteramente grabado en inglés y fue reeditado en 2005, con pistas adicionales, una de ellas, en idioma español.
El primer sencillo The Heat Is On, fue un éxito en toda Europa y Escandinavia, alcanzó la primera posición en Suecia y Noruega, el segundo sencillo Wrap Your Arms Around Me, también fue exitoso, y encabezó las listas de popularidad de Bélgica y Dinamarca y el tercer sencillo Can't Shake Loose fue exitoso en Estados Unidos, llegando al puesto 30 de la lista Billboard Hot 100. En Europa, se vendieron más de 2 millones de copias del álbum.

## Lista de canciones
| Lado A |                          |                                    |          |  |
| N.º    | Título                   | Escritor(es)                       | Duración |  |
| 1.     | «The Heat Is On»         | Florrie Palmer Tony Ashton         | 3:53     |  |
| 2.     | «Can't Shake Loose»      | Russ Ballard                       | 4:21     |  |
| 3.     | «Shame»                  | David Clark Allen                  | 3:36     |  |
| 4.     | «Stay»                   | Allen                              | 3:17     |  |
| 5.     | «Once Burned, Twice Shy» | Dan Tyler Richard "Spady" Brannan  | 3:42     |  |
| 6.     | «Mr. Persuasion»         | Susan Duncombe Lynch Larry Whitman | 2:41     |  |

| Lado B |                                     |                                          |          |  |
| N.º    | Título                              | Escritor(es)                             | Duración |  |
| 1.     | «Wrap Your Arms Around Me»          | Mike Chapman Holly Knight                | 5:12     |  |
| 2.     | «To Love»                           | Jill Brandt Randy Goodrum                | 3:52     |  |
| 3.     | «I Wish Tonight Could Last Forever» | Ballard                                  | 4:12     |  |
| 4.     | «Man»                               | Agnetha Fältskog                         | 3:32     |  |
| 5.     | «Take Good Care of Your Children»   | Tomas Ledin                              | 3:43     |  |
| 6.     | «Stand by My Side»                  | Guido y Maurizio De Angelis David Cowles | 4:15     |  |
| 46:16  |                                     |                                          |          |  |

| Pistas adicionales edición 2005 |                                                                             |                                                           |          |  |
| N.º                             | Título                                                                      | Escritor(es)                                              | Duración |  |
| 1.                              | «Never Again» (dueto con Tomas Ledin)                                       | Ledin                                                     | 3:54     |  |
| 2.                              | «It's So Nice to Be Rich»                                                   | Gunnar Svensson Hans Alfredson                            | 3:41     |  |
| 3.                              | «P&B»                                                                       | Svensson Alfredson                                        | 4:01     |  |
| 4.                              | «The Heat Is On» (Super Dance Music Mix)                                    | Palmer Ashton                                             | 7:58     |  |
| 5.                              | «Ya Nunca Más» (Versión en español de "Never Again", dueto con Tomas Ledin) | Ledin; letra en español: Mary McCluskey y Buddy McCluskey | 3:55     |  |

## Créditos[1]
- Acordeón y Saxofón: Kajtek Wojciechowski
- Arreglos de cuerdas: Rutger Gunnarsson
- Coros: Berit Andersson, Diana Nunez, Maritza Horn y Smokie
- Coros [miembros de Smokie]: Alan Silson, Chris Norman y Terry Uttley
- Bajo: Rutger Gunnarsson
- Batería: Per Lindvall
- Guitarra:  Lasse Wellander
- Armónica: Mats Ronander
- Arpa: Ingegerd Fredlund
- Órgano, Piano y Sintetizador: Peter Ljung
- Percusión: Åke Sundqvist
- Productor: Mike Chapman
- Orquesta de cuerdas: Swedish Radio Symphony Orchestra (Orquesta Sinfónica de la Radio de Suecia).
- Voz a dueto: Tomas Ledin (en la Edición 2005)

## Recepción

### Listas de Popularidad
| Lista                                     | Posición |
| ----------------------------------------- | -------- |
| Bélgica Top 50 Álbum Chart                | 1        |
| Noruega Top 40 VG Álbum Chart             | 1        |
| Suecia Top 60 Álbum Chart                 | 1        |
| Holanda Top 50 Álbum Chart                | 3        |
| Finlandia Suosikki Álbum Chart            | 4        |
| Suiza Top 30 Álbum Chart                  | 9        |
| Alemania Top 50 Media Control Álbum Chart | 13       |
| Sudáfrica Top 20 Álbum Chart              | 15       |
| UK Álbum Chart                            | 18       |
| Canadá Top 50 Álbum Chart                 | 34       |
| E.U. Top 200 Record World Álbum Chart     | 44       |
| Francia Top 30 Álbum Chart                | 47       |
| Australia Top 50 Álbum Chart              | 49       |
| E.U. Billboard 200                        | 102      |
| E.U. Top 200 Cashbox Álbum Chart          | 125      |

### Ventas y certificaciones
| País/Organización | Certificación | Ventas  |
| ----------------- | ------------- | ------- |
| IFPI              | Platino       | 100 000 |
| NVPI              | Oro           | 50 000  |
| IFPI              | Oro           | 15 000  |